# 帰義軍
帰義軍（きぎぐん）は、唐末から北宋にかけて河西回廊の敦煌を中心として支配した政権である。曹議金が政権を取る前までは「金山国」。唐の節度使に任じられたことを権力の基盤のひとつとしたが、中央政権の政庁ではなくあくまで独立の政権として機能した。
張議潮が吐蕃に反抗し、挙兵して建てた。最盛期は河西地区の十一州を統治したが、後に領土が減り、主に瓜州・沙州の二州に割拠した。張氏・曹氏の両氏によって統治された。

## 歴史

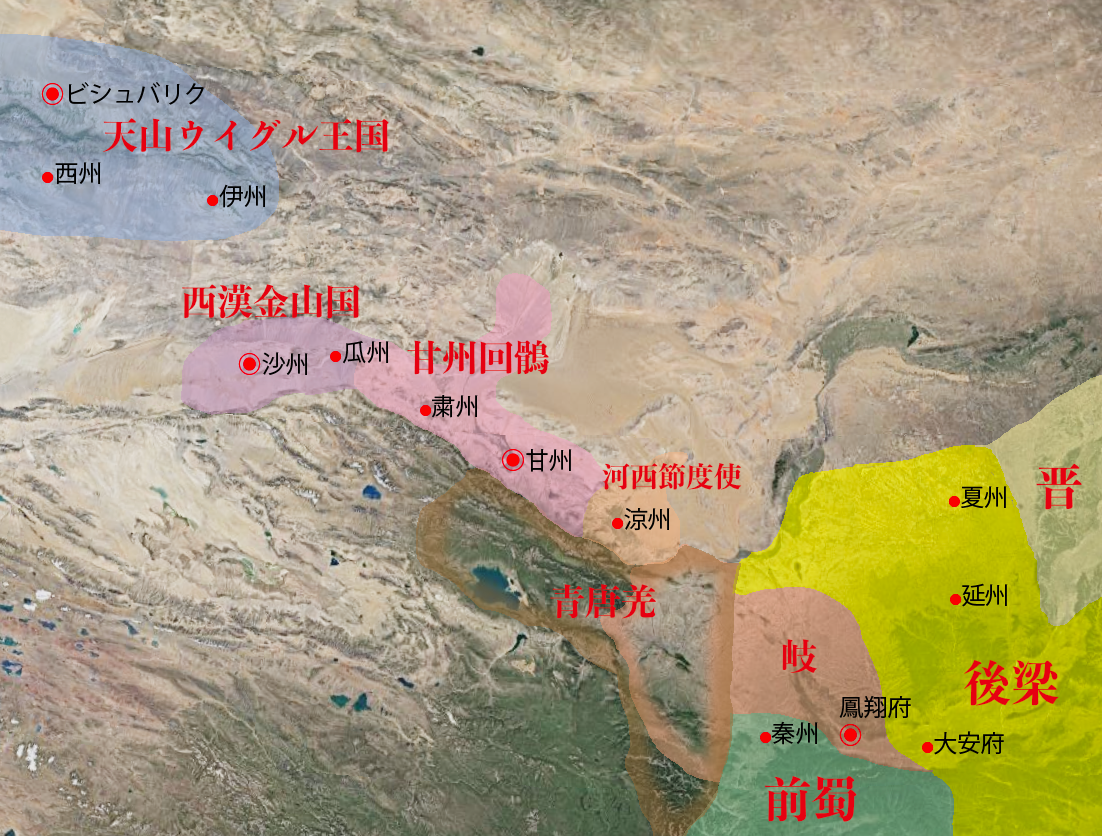
910年頃の河西回廊の国々。

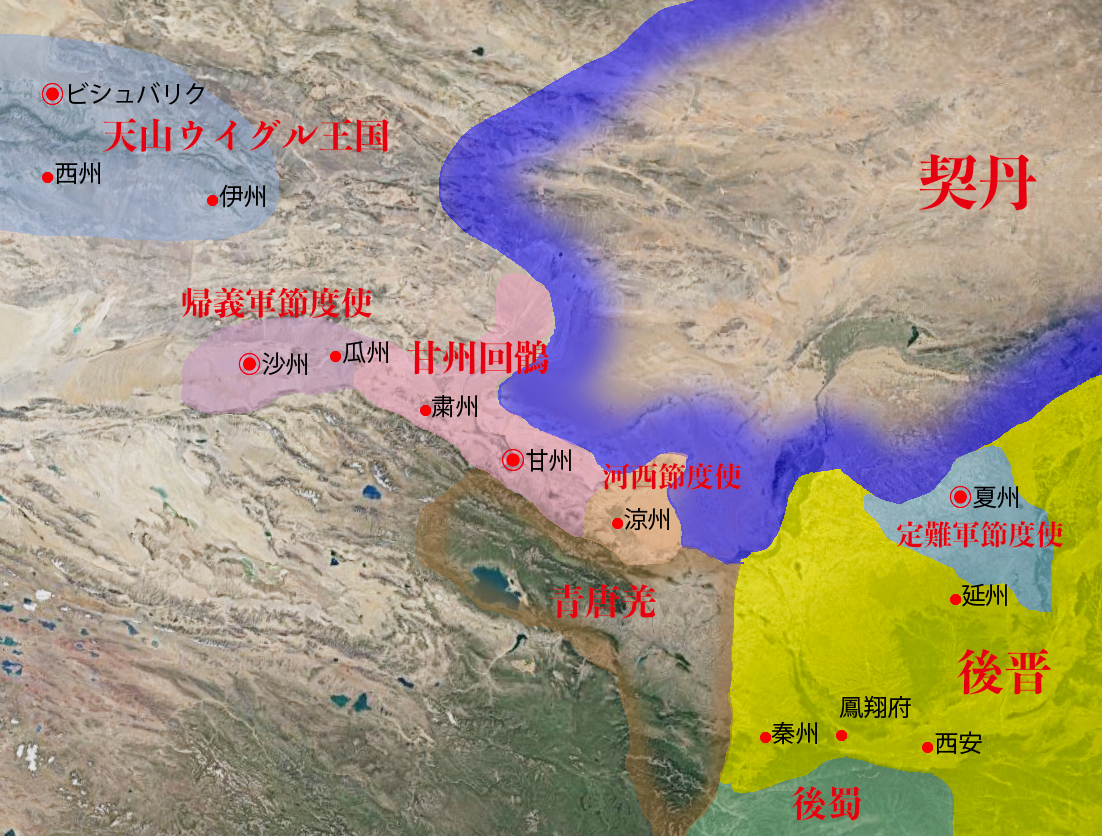
940年頃の河西回廊の国々。

開成5年（840年）、回鶻（ウイグル）可汗国が滅亡すると、ウイグルの人々が河西回廊に流入してきた。
大中2年（848年）、張議潮は帰義軍を組織し、瓜州・沙州の二州を支配した。大中3年（849年）には甘州と粛州の二州が、大中4年（850年）には伊州（現在の新疆ウイグル自治区クムル市伊州区）、咸通2年（861年）には涼州をも支配下とした。その様子は「西は伊吾を尽くし、東は、霊武に接す。四千余里の地を得、戸口は、百万の家。六郡の山河、宛然として帰す」と記された。
大中5年（851年）、張議潮は唐から帰義軍節度使に任じられた。節度使に近侍する軍官である「押衙」は、帰義軍政権の中堅の支柱であり、中核の勢力であった。節度使の張議潮は押衙を通じ、各個の階層の官員を自身の帰義軍の系統に組み込み、統治の基盤を拡大させた。
咸通8年（867年）、張議潮は入朝し、司徒に任ぜられた。留守の同地は甥（張議潮の兄の張議潭の子）の張淮深が統治した。咸通13年（872年）、張議潮が長安で死去すると、節度使の地位は張淮深に引き継がれた。咸通11年（870年）9月、西州のウイグルが侵入してきたが、張淮深は西桐海（現在の敦煌南西のアクサイ・カザフ族自治県の蘇干湖）にて勝利した。乾符2年（875年）正月、再度ウイグルが侵攻してきたが、これも撃退した。乾符3年（876年）、ウイグルにより伊州を攻め落とされた。
大順元年（890年）2月22日、張議潮の娘婿である索勛が政変を起こし、張淮深夫妻と六人の子を殺し、張議潮の子の張淮鼎を擁立した。この政変には研究者の間で諸説ある。2年後に張淮鼎が死ぬと、張淮鼎の子の張承奉を差し置いて、索勛が自ら節度使となった。しかしこれに不満を持った張氏一族により索勛は殺害され、張承奉が節度使となった。張承奉は自ら「西漢金山国の”金山白衣天子”」と称した。この頃には支配地域は瓜州・沙州の二州となっていた。
張承奉の死後の帰義軍は、索勛の娘婿で張議潮の孫娘婿である曹議金に率いらた。曹議金は縁組等でウイグルとの融和を図った。曹議金の後は、その子の曹元徳・曹元深・曹元忠の兄弟が順に後を継いだ。敦煌莫高窟が作られたのは主に曹元忠の時代である。曹元忠の死後は曹元徳の子の曹延恭、さらに曹元忠の子の曹延禄に受け継がれた。
咸平5年（1002年）、帰義軍は再度甘州ウイグル王国と抗争となった。同時期、曹延禄とその弟の曹延瑞が、族子の曹宗寿に迫られ自殺に追い込まれ、曹宗寿が帰義軍の政権を掌握した。この政変に対し、北宋はしかし羈縻政策をもって対峙したので、曹宗寿は帰義軍節度使に任命された。この頃帰義軍は、遼と通使を開始した。
景徳3年（1006年）、カラハン朝によってホータン王国が滅ぼされた。寺院僧侶達はこのことを聞いて大いに恐れた。曹宗寿は領内の各仏教寺院に収蔵されていた経巻・文書約四十五万件を沙州の莫高窟に秘密裏に運び隠した。これが、今日の「敦煌文献」である。
大中祥符7年（1014年）、曹宗寿が死亡し、その子の曹賢順が即位した。曹賢順は、天禧4年（1020年）と天聖元年（1023年）、二度北宋に朝貢している。北宋により節度使に、遼からは敦煌郡王に任ぜられている。
景祐2年（1035年）、帰義軍政権は西夏（大夏）を建国した李元昊により滅ぼされ、曹氏八代目の帰義軍節度使であった曹賢順は、千騎の部下と共に西夏に投降したとされる。
| 称号                      | 姓名   | 統治時期        |
| ------------------------- | ------ | --------------- |
| 帰義軍節度使              | 張議潮 | 848年 - 867年   |
| 帰義軍節度使              | 張淮深 | 867年 - 890年   |
| 帰義軍節度使              | 張淮鼎 | 890年 - 892年   |
| 帰義軍節度使              | 索勛   | 892年 - 894年   |
| 帰義軍節度使/西漢白衣天子 | 張承奉 | 894年 - 914年   |
| 帰義軍節度使              | 曹議金 | 914年 - 935年   |
| 帰義軍節度使              | 曹元徳 | 935年 - 942年   |
| 帰義軍節度使              | 曹元深 | 942年 - 946年   |
| 帰義軍節度使              | 曹元忠 | 946年 - 974年   |
| 帰義軍節度使              | 曹延恭 | 974年 - 976年   |
| 帰義軍節度使              | 曹延禄 | 976年 - 1002年  |
| 帰義軍節度使              | 曹宗寿 | 1002年 - 1014年 |
| 帰義軍節度使              | 曹賢順 | 1014年 - 1035年 |